# Neuhausen an der Erms
Neuhausen an der Erms ist seit 1971 ein Ortsteil der baden-württembergischen Mittelstadt Metzingen im Landkreis Reutlingen.

## Geschichte
Im 7. oder 8. Jahrhundert nach Christus entstand an der Erms am Fuß eines Berges eine Siedlung, von der man annimmt, dass sie vom benachbarten Metzingen aus gegründet wurde. Im Lauf des Mittelalters gelangte diese Siedlung an die Grafen von Achalm. Sie ließen an den Hängen des Berges einen Weinberg anlegen.
Im Jahr 1089 brachten die beiden Brüder Liutold von Achalm und Kuno von Wülflingen den Ort Niuwinhusin in das Stiftungsgut des Klosters Zwiefalten ein. Auch ihre Ministerialen schenkten dem Kloster Bauernhöfe und Grundstücke. Für das Kloster war dieser Besitz nicht zuletzt aufgrund des günstigen Klimas im Ermstal tatsächlich äußerst wertvoll. Niuwinhusin bestand noch nicht als Dorf. Im Wesentlichen waren es Bauerngüter (Huben), welche sich um zwei Fronhöfe gruppierten, von denen einer nicht weit vom Ufer der Erms entfernt lag, der andere befand sich an der Westseite des Kolbergs. Das Kloster errichtete auf dem Fronhof am Kolberg eine Propstei und schickte zwölf Laienbrüder dorthin. Rasch blühten Landwirtschaft und Weinbau unter der kundigen Hand der Brüder auf. Wiederholte Zerstörungen und Beeinträchtigungen durch kriegerische Ereignisse konnten diesen Aufschwung nicht bremsen.
Infolge der Pestepidemien des 14. Jahrhunderts kam es dann wie im gesamten südwestdeutschen Raum zur Ausbildung eines Dorfes an den Ufern der Erms. Zwiefalten gab im Lauf des 15. Jahrhunderts nach und nach die Eigenbewirtschaftung seiner Neuhäuser Güter auf und verlieh diese an die Bauern als Lehen. Der Fronhof am Kolberg und der Weiler Steuchen wurden ebenfalls aufgegeben. In Neuhausen besaß Zwiefalten eine Mühle und eine Badstube. Unter ungeklärten Umständen ging jedoch die kirchliche Aufsicht noch während des Mittelalters auf die Herrschaft Württemberg über. Im Jahr 1431 erfolgte die Stiftung einer Kaplaneipfründe, für die jahrelang Güter und Zinse gesammelt worden waren. Kapläne aus Dettingen an der Erms feierten die Gottesdienste in Neuhausen. Noch während des 16. Jahrhunderts residierte ein ständiger Kaplan in Neuhausen.
Noch aus einem anderen Grund wurde das Jahr 1431 für Neuhausen bedeutsam: Zwiefalten kaufte dem Truchsessen Heinrich von Neuhausen die Ortsherrschaft ab. Nun war der Abt Herr über die Neuhäuser Untertanen. Schon wenige Jahre später jedoch kaufte auch der Graf von Württemberg drei Höfe und stärkte damit seine Position im Dorf.
Die unruhige Stimmung des frühen 16. Jahrhunderts erfasste auch die Neuhäuser. Wegen des starken Bevölkerungsanstiegs war eine Teilung der Lehen unumgänglich geworden; wie viele andere Herrschaften nahm auch Zwiefalten seine obrigkeitlichen Rechte stärker wahr. Darüber beschwerten sich die Neuhäuser beim württembergischen Hofgericht, weil sie die Ansicht vertraten, das Kloster erhebe zu hohe Abgaben. Mit Sicherheit gingen die Ereignisse des Bauernkriegs, in dessen Verlauf das Kloster geplündert wurde, auch an Neuhausen nicht spurlos vorüber.
Weitere Erschütterungen brachte die Einführung der Reformation im Herzogtum Württemberg mit sich. Unter Berufung auf seine kirchlichen Rechte setzte Herzog Ulrich 1535 den evangelischen Pfarrer Jakob Schaller ein. Gleichzeitig wurde Neuhausen zur Pfarrei erhoben und das Nachbardorf Glems als Filial zugeteilt. Der Widerstand Zwiefaltens gegen diese Maßnahme blieb ohne Erfolg. Schon nach kurzer Zeit jedoch sah es so aus, als sollte die Einführung des evangelischen Gottesdienstes Episode bleiben. Als Kaiser Karl V. im Jahr 1548 das Interim in Württemberg einführte, nutzte das Kloster die Gelegenheit und ordnete wieder einen katholischen Pfarrer nach Neuhausen ab. Indessen gelang es Herzog Christoph von Württemberg, nach vier Jahren die Aufhebung des Interims zu erreichen, so dass das Dorf endgültig evangelisch wurde.
Es folgte eine Phase des relativen Wohlstandes und verhältnismäßig ruhiger Zeiten. Gegen Ende des 16. Jahrhunderts setzte eine starke Bautätigkeit ein, die bis zum Beginn des Dreißigjährigen Krieges anhielt. Es entstanden der Bindhof neben der Kirche (um 1540, inzwischen saniert und als Dorfgemeinschaftshaus genutzt), eine neue Kirche (1570, nicht mehr erhalten), das stattliche Anwesen in der oberen Klosterstraße (1581), der spätere Gasthof zum „Ochsen“ (um 1590, nicht mehr erhalten), ein schönes Fachwerkhaus in der Uracher Straße (zuletzt im Besitz von Sattler Reusch, 1593), der große Zwiefalter Hof in der Klosterstraße (1601/02, rechtes Gebäude und Scheune nicht mehr erhalten), die „Stabhalterei“ (1604, nicht mehr erhalten) sowie ein neues Pfarrhaus (1606, nicht mehr erhalten).

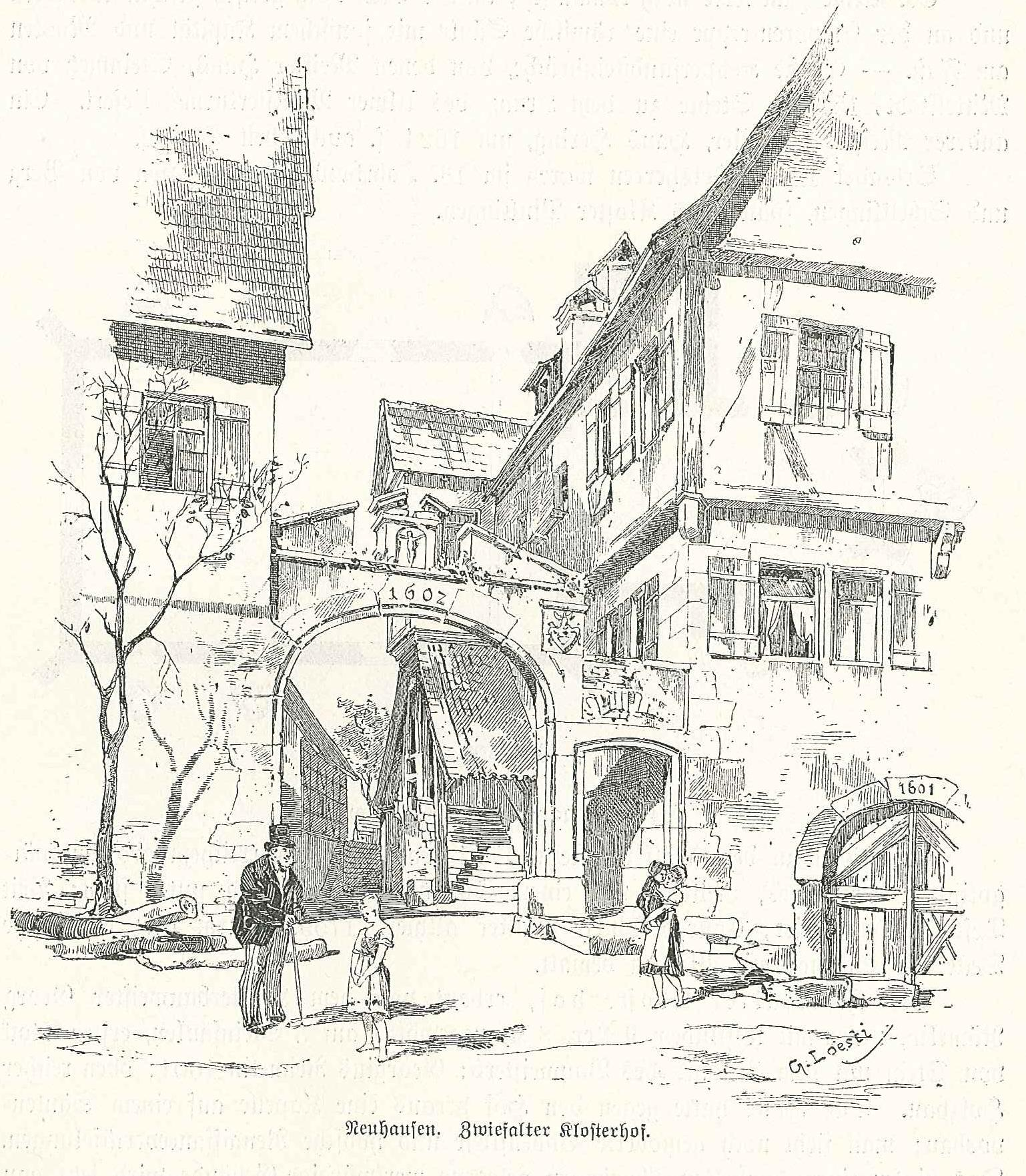
Georg Loesti: Neuhausen. Zwiefalter Klosterhof (um 1897)

Für jene Zeit lassen sich erstmals genaue Angaben über den Weinbau erheben. Über 80 Hektar Weinberge, gut viermal so viel wie heute, standen im Anbau. In drei klostereigenen Keltern wurden im Herbst die Trauben gepresst. Tagelang liefen dann die schweren Kelternbäume, von denen es sieben gab; einer davon ist in funktionstüchtigem Zustand noch heute in der Mittleren Kelter erhalten. Wie wertvoll der Weinbau für das Kloster war, zeigt sich daran, dass die Weingärtner von der Herrschaft Dungfuhren und einen Beitrag zu den Kosten der Weinbergmauern erhielten. Überdies mussten sie nicht nur Abgaben an Zwiefalten liefen, sondern bekamen dagegen Erbsen oder Bohnen. Allerdings waren die Weinberge sehr hoch belastet; aus den besten Lagen musste der vierte Teil des Ertrags an Zwiefalten abgeführt werden. Dazu ging der zehnte Teil an die Kirche, so dass den Inhabern der Weinberge nur etwas über die Hälfte von ihrem Ertrag verblieb.

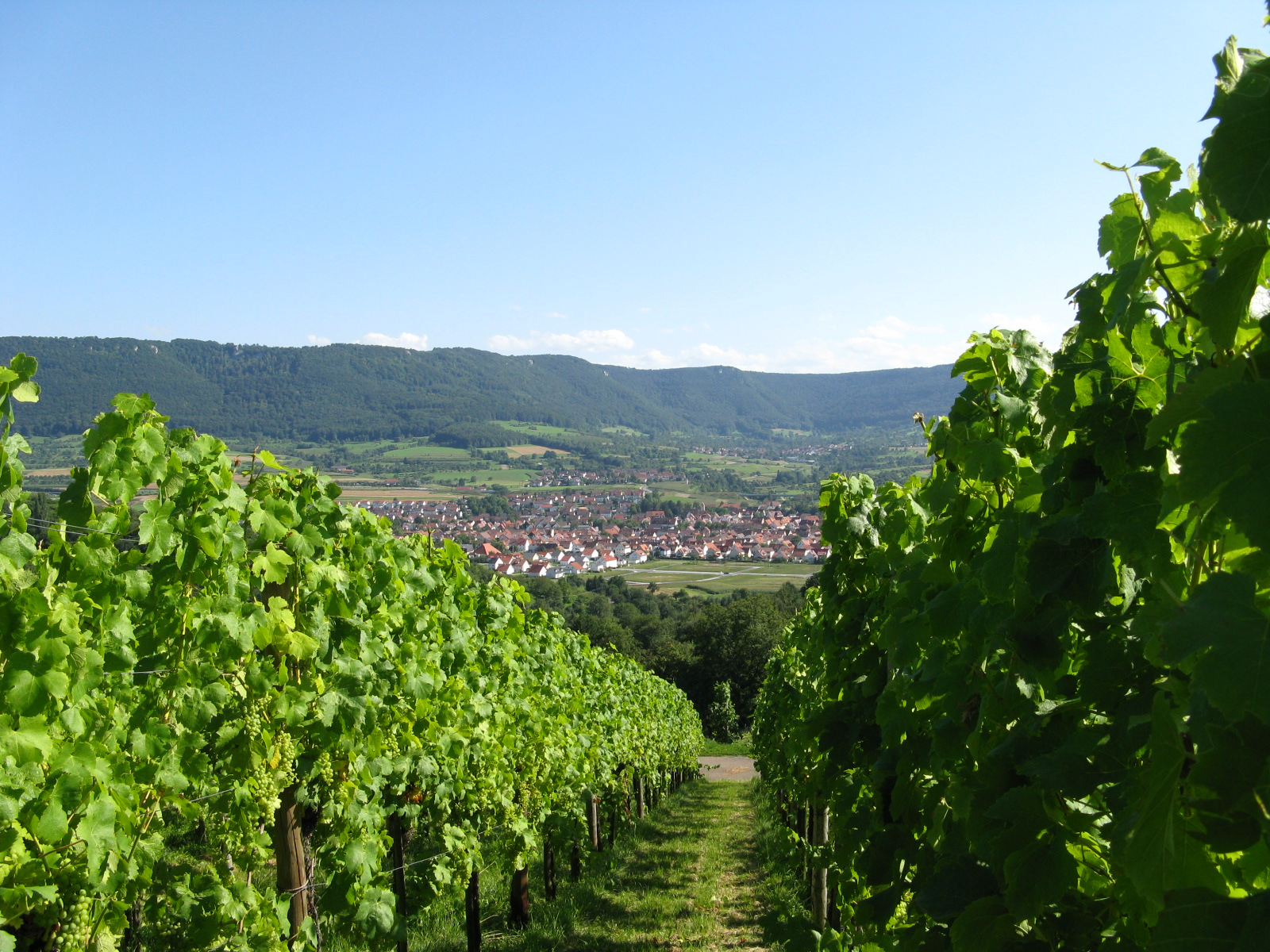
Neuhausen an der Erms gesehen aus den Metzinger Weinbergen

Der Dreißigjährige Krieg machte dem Wohlstand ein Ende. Schon die Kipper- und Wipperzeit der zwanziger Jahre beeinträchtigte das wirtschaftliche Leben erheblich. Die evangelische Konfession geriet in Gefahr, als Kaiser Ferdinand II. im März 1629 das Restitutionsedikt erließ und damit die Wiedereinführung der Messe in Neuhausen gebot. Verzweifelt wandten sich die Neuhäuser an die württembergische Herrschaft, aber alle Versuche, die Durchführung des Edikts zu verhindern, scheiterten. Im Oktober 1630 wurde der evangelische Pfarrer abgesetzt. Nun aber hatte sich die evangelische Konfession so gefestigt, dass der Versuch einer Rekatholisierung nur kurze Zeit Erfolg hatte. Die Erleichterung darüber hielt nur kurz an, da nach der Schlacht bei Nördlingen im August 1634 eine Katastrophe über das Dorf hereinbrach. Hunger und Seuchen rafften viele Menschen hinweg, dazu kamen Plünderungen und Erpressungen. Die Verwaltung brach zusammen. Überdies gelang es der Erzherzogin Claudia von Tirol (Claudia de’ Medici) im Juli 1637, große Teile des Amtes Urach als kaiserliche Beute in Besitz zu nehmen. Besonders in Metzingen versuchten die erzherzoglichen Beamten, ihre Ansprüche mit Gewalt durchzusetzen. In Neuhausen zog die österreichische Regierung den Vogtwein ein, den die Herrschaft Württemberg jährlich an das Kloster Zwiefalten zu liefern hatte.
Mit dem Westfälischen Frieden fanden der Krieg und die österreichische Herrschaft ein Ende. Langsam stabilisierten sich die Verhältnisse, kam das Leben wieder in Gang. Für Zwiefalten galt es, seine Rechte in Neuhausen neu verzeichnen zu lassen. In einem Vogtbuch wurden die herrschaftlichen Vorschriften neu aufgeschrieben. Allerdings konnte nichts mehr darüber hinwegtäuschen, dass der Einfluss des Klosters im Ermstal mehr und mehr schwand. Zunehmend neigten die Neuhäuser der Herrschaft Württemberg zu, die sämtliche umliegenden Orte besaß. Besonders drückend müssen die Klosteruntertanen die Leibeigenschaft empfunden haben, welche ihnen häufig die Heirat eines württembergischen Leibeigenen unmöglich machte. Zwar bestraften die Klosterbeamten jede Äußerung zugunsten Württembergs, konnten damit aber die Hinwendung zu diesem großen Staat nicht mehr aufhalten. Auch als Zwiefalten 1729 in Neuhausen eine Oberpflege einrichtete und einen Mönch als Statthalter in den Klosterhof entsandte, half das nicht mehr viel.
So ist es kein Wunder, dass das Kloster bei der ersten Gelegenheit sein Dorf an Württemberg verkaufte. Diese Gelegenheit bot sich 1749, als der stets geldbedürftige Herzog Carl Eugen gegen horrende Summen die Loskaufung Zwiefaltens von allen Verpflichtungen gegenüber Württemberg anbot. Unter den ersten Objekten, die das Kloster an Württemberg abtrat, befand sich Neuhausen. Am 3. Mai 1750 ergriffen württembergische Beamte in einer feierlichen Zeremonie Besitz von diesem Dorf. Ihre Versprechung, die Untertanen würden jetzt unter eine gelinde und gnädige Herrschaft kommen, erwiesen sich schnell als trügerisch. Vielleicht waren die Neuhäuser auch in ihrer Annahme zu naiv gewesen, sie bekämen neben den Sonderrechten der Klosterzeit auch noch die württembergischen Vergünstigungen dazu.
Die enttäuschten Hoffnungen führten zu starken Spannungen im Dorf. Jahrzehntelang konnte die neue Herrschaft kein Vogtgericht halten, das eigentlich in regelmäßigen Abständen stattfinden sollte. Zu den alten Abgaben erhob Württemberg noch neue, beispielsweise die verhasste Akzise. Auch die Heirats- und Wegzugsbeschränkungen der Klosterzeit blieben bestehen, so dass selbst württembergische Beamte die außerordentlich hohen Belastungen der Einwohnerschaft bezeugten.
Auf kirchlichem Gebiet brachte der Herrschaftswechsel eindeutig eine Verbesserung, weil die lästige Konkurrenz zwischen den beiden Herrschaften unterschiedlicher Konfession entfiel. Gar nicht erfreut waren die Neuhäuser über die Einrichtung eines Kirchenkonvents; dieses Sittengericht verhandelte über alle Vergehen gegen die Zehn Gebote und verhängte Strafen darüber.
Erst am Ende des Jahrhunderts verringerte sich die Belastung, welche die Gemeinde zu ruinieren drohte. Herzog Friedrich von Württemberg erlaubte die Ablösung der Abgaben aus den am höchsten belasteten Weinbergen an der Südseite des Hofbühls. Allerdings herrschten fast zwanzig Jahre lang Kriegszeiten, die auch Württemberg in Mitleidenschaft zogen. Unter der Vorherrschaft des französischen Kaisers Napoleon wurde das Herzogtum zwar zum Kurfürstentum (1803) und schließlich zum Königreich (1806) erhoben, aber auch in den Strudel der napoleonischen Kriege gerissen. Kaum hatten diese ihr Ende gefunden, so brach im Jahr ohne Sommer 1816/17 eine schwere Hungersnot über das Land herein, die viele Menschen zur Auswanderung veranlasste.
Diese schlimme Zeit brachte eine längst überfällige Reform der gesamten Landwirtschaft in Gang, die mit der Befreiung von der Leibeigenschaft und der Ablösung der ersten Abgaben ihren Anfang nahm (Bauernbefreiung). Da nun eine lange Periode des Friedens folgte, konnte sich das Land wirtschaftlich erholen. Seit Anfang der dreißiger Jahre bestand eine Textilfabrik im Ort; damit begann die Industrialisierung, welche in unserem Jahrhundert endgültig die bäuerliche Struktur des Dorfes veränderte. Diese Fabrik wurde um die Mitte des Jahrhunderts von der Fabrikantenfamilie Braun übernommen. Unzählige Menschen fanden hier sowie in den Fabriken der Umgebung Arbeit und Brot.
Allerdings geriet das Königreich Württemberg in den Jahren 1845 bis 1855 erneut in eine schwere Krise. Aufgrund von Missernten und Fehlherbsten kamen Hungersnöte. Unzählige Menschen wanderten aus, vor allem in die Vereinigten Staaten von Amerika. Die Revolutionsereignisse von 1848 fanden auch im Dorf ihren Niederschlag. Wenn auch die Revolution scheiterte, so bildete sie den Auftakt zur letzten, wichtigen Ablösung der Zehntabgaben, die 1875 ihren Abschluss fand. Nun endlich waren Felder und Weinberge frei von allen Abgaben, so dass eine grundlegende Verbesserung der Landwirtschaft möglich war. Eine Aufhebung des Flurzwangs und die Anlegung von Feldwegen schufen dafür wichtige Voraussetzungen. Jeder Weinbergbesitzer konnte seinen Wein selbst verkaufen. Damit gehörte die alte Feudalgesellschaft mit ihren im Mittelalter wurzelnden Strukturen endgültig der Vergangenheit an.
Nach dem Ende der furchtbaren Notjahre mit der größten Auswanderungswelle des letzten Jahrhunderts konnte die Gemeinde im Lauf der Zeit längst fällige Vorhaben verwirklichen und ihre hohen Schulden tilgen. Ein neues Rathaus war schon 1845 errichtet worden, nun folgten Schulhäuser, eine stabile Brücke über die Erms und andere öffentliche Einrichtungen, beispielsweise in den 1880er Jahren zwei Backhäuser. Der siegreiche Krieg gegen Frankreich anno 1870/71 fachte den Nationalstolz an und verleitete dazu, die moderne Kriegsführung zu verharmlosen. Zu Beginn der achtziger Jahre kam es noch einmal zu einer Auswanderungswelle, die freilich nicht mehr so stark war wie die letzte. Um die Wende zum 20. Jahrhundert entstand ein neues Schulhaus; Gaslaternen beleuchteten nachts die Straße. Schließlich wurden 1909 die ersten Häuser an das Stromnetz angeschlossen. In den Weinbergen kam die Spritzung auf, um einer Vernichtung des Traubenertrags durch Mehltau zu begegnen.
Der Ausbruch des Ersten Weltkriegs im August 1914 beendete diese Aufwärtsentwicklung. 415 Männer des Dorfes mussten in den Krieg ziehen, den man in kurzer Zeit siegreich zu beenden glaubte. Aber als der Krieg nach vier Jahren zu Ende war, hatten 80 Männer ihr Leben gelassen. Als Folge dieses Krieges kam es auch noch zur Entwertung des gesamten Geldes in der Inflationszeit. Im Oktober 1923, auf dem Höhepunkt der Inflation, verdiente man täglich Milliarden und Billionen, die freilich kaum ausreichten, um den Lebensunterhalt zu bestreiten. Noch einmal wanderten in den Jahren 1924 bis 1926 etwa 70 Einwohner nach Brasilien aus, von denen einige später wieder zurückkehrten.
Mit der Überwindung der Inflation begann eine sechsjährige ruhigere Zeit, bis die Weltwirtschaftskrise sich auch im Deutschen Reich auszuwirken begann. Zahlreiche Neuhäuser wurden arbeitslos, wenn auch die verbreitete Nebenerwerbslandwirtschaft eine schlimme Hungersnot verhinderte. Bei den häufigen Wahlen wandten sich immer mehr Menschen den radikalen Parteien zu. Die NSDAP konnte schon im November 1932 über die Hälfte der Stimmen für sich verbuchen; am 30. Januar 1933 ergriff Adolf Hitler die Macht.
Sehr schnell spürte man das auch in Neuhausen, wo sich die Nationalsozialisten innerhalb kurzer Zeit die Mehrheit im Gemeinderat sicherten. Alle Gemeinderatsmitglieder der anderen Parteien wurden nach und nach aus ihren Ämtern gedrängt. Zwei Männer, die öffentlich Kritik an Adolf Hitler und seiner Partei übten, verbüßten Haftstrafen im Konzentrationslager Heuberg. Mit ihren Untergliederungen erfasste die NSDAP alle Altersschichten; etwa 6 % der Einwohnerschaft gehörte ihr als Mitglied an. Mit verordneten Festen suchten sich die Nationalsozialisten bei der Bevölkerung beliebt zu machen. Wer sich allerdings kritisch über sie äußerte, hatte Schlimmes zu befürchten. Eine günstige Wirtschaftsentwicklung täuschte manchen über den wahren Charakter der Partei hinweg. In Neuhausen entstanden zahlreiche Handschuhfabriken, die größeren meist von zwei Inhabern gegründet; häufig arbeitete auch die Frau als Näherin, der Mann als Handschuhmacher. Trotzdem steuerte Adolf Hitler immer mehr auf einen Krieg zu, der im September 1939 mit dem Überfall auf Polen begann. Nun begann sich auch im Ort das wahre Gesicht der NSDAP zu zeigen. Anstelle von Diakonissen übernahmen Schwestern der NSV den Kindergarten. Schwarze Busse mit verdeckten Fenstern fuhren durch den Ort, um behinderte Menschen nach Grafeneck zu bringen, wo sie im Rahmen der Aktion „Lebensunwertes Leben“ vergast wurden. Auch drei Männer und Frauen aus Neuhausen wurden in Grafeneck umgebracht. Im Zweiten Weltkrieg mussten erneut viele Männer aus Neuhausen als Soldaten dienen. Über hundert von ihnen verloren ihr Leben, andere befanden sich Jahre lang in Gefangenschaft. Französische Kriegsgefangene arbeiteten bei den Bauern im Dorf. Im Jahr 1944 gruben KZ-Häftlinge und Zwangsarbeiter die Hauptstraße für eine Gasleitung auf. 
Als im Frühjahr 1945 die Truppen der Alliierten die Grenzen des Reiches überschritten, war ein Ende des Krieges abzusehen. Am 23. April marschierten amerikanische Verbände nach einem kurzen Gefecht in Neuhausen ein. Gemeinderat Daniel Fritz war ihnen als Parlamentär in Begleitung einiger Kriegsgefangener entgegengegangen. Nach kurzer Zeit kam das Dorf zur französischen Besatzungszone. Der schwarze Markt blühte. Erneut kam es zur Inflation, die mit der Einführung der Deutschen Mark im Juni 1948 ihr Ende fand.

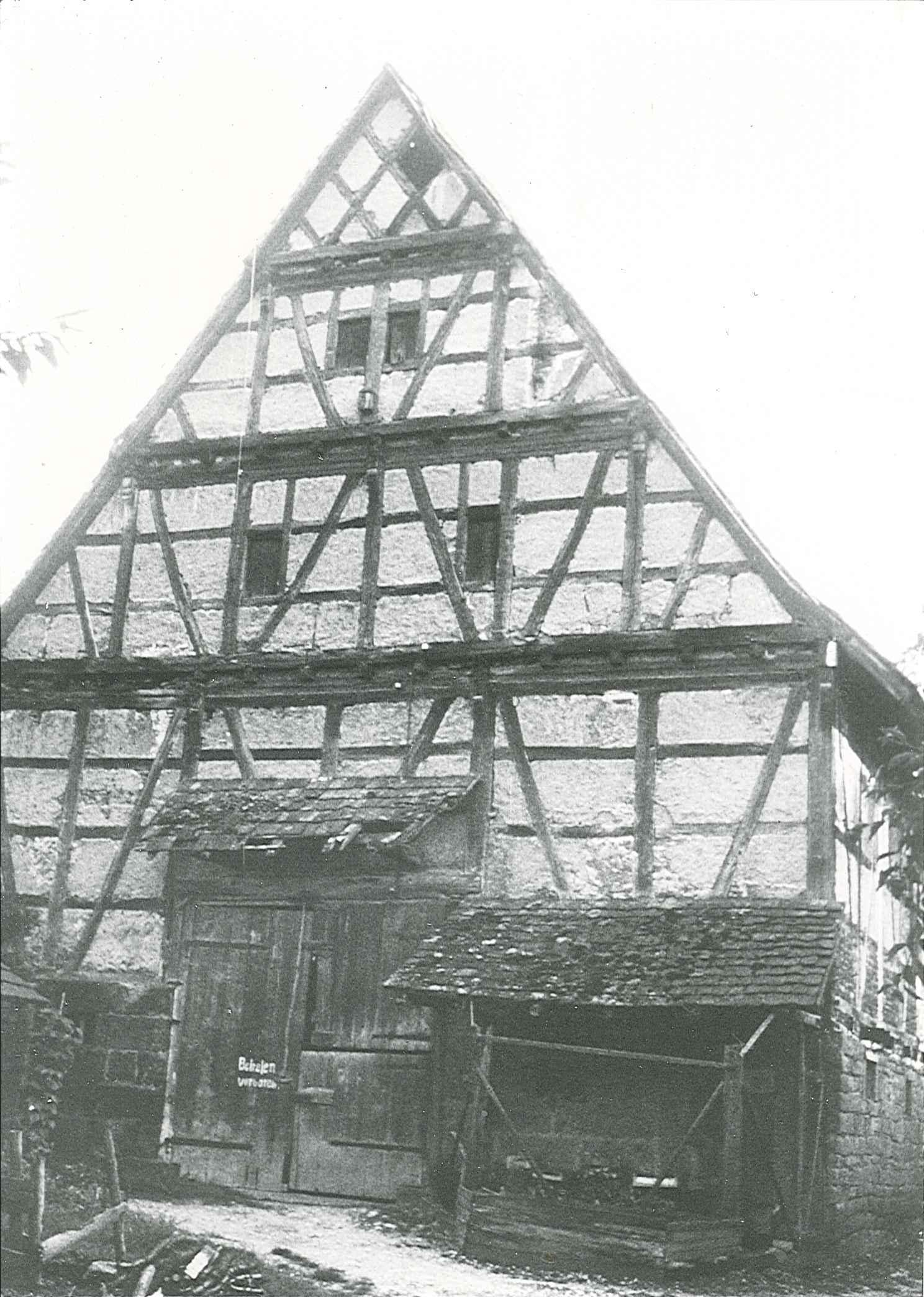
Scheune des Zwiefalter Klosterhofs kurz vor dem Abbruch, Sommer 1975. Aufnahme: Eberhard Fritz

Nun aber suchten Millionen von Vertriebenen eine neue Heimat. Neuhausen musste ein Viertel seiner Einwohnerzahl aufnehmen. Die Einwohner wehrten sich gegen die Einweisung fremder Menschen in ihre Häuser, so dass schließlich Kommissionen aus anderen Orten diese schwierige Aufgabe übernehmen mussten. Erst der Bau von Wohnungen entspannte die Situation. Allmählich stabilisierten sich die Verhältnisse, nicht zuletzt dank eines Wirtschaftsaufschwungs. Endgültig verlor der Ort seinen von der Landwirtschaft geprägten Charakter, da die meisten Einwohner in der Industrie arbeiteten. Bis heute ist jedoch die Nebenerwerbslandwirtschaft sehr verbreitet.
Für den Weinbau bedeutete die Rebflurbereinigung in den sechziger Jahren eine grundlegende Umstrukturierung. Statt der alten, kleinparzellierten, schwer zu bewirtschaftenden Weinberge entstanden größere Parzellen mit modernen Drahtanlagen. Viele Weinbergbesitzer verkauften ihren Wein nicht mehr selbst, sondern traten der Weingärtnergenossenschaft Metzingen-Neuhausen bei.
Im Ort selbst wurden große Baugebiete erschlossen, um der steigenden Bevölkerung ausreichenden Wohnraum zur Verfügung zu stellen. Im Lauf der Jahre fielen zahlreiche historische Gebäude dem Abriss zum Opfer, so das Gasthaus zum „Ochsen“ (erbaut zwischen 1580 und 1610), die „Stabhalterei“ (1604), das Gasthaus zum „Lamm“, die Mühle, das „Stundenhaus“ in der Uracher Straße, die große Scheune im ehemaligen Zwiefalter Klosterhof und einige mehr. Auch die alte Kirche im protestantischen Barockstil wich 1969 einem neuen Gemeindezentrum (eingeweiht 1972). Eine breite Ortsdurchfahrt ersetzte die enge, kurvige Hauptstraße.
Im Zuge der allgemeinen Verwaltungsreform gab es Bestrebungen, die Gemeinde Neuhausen nach Metzingen einzugemeinden. Nach langen Diskussionen sprach sich bei einer Bürgeranhörung die Mehrzahl der Neuhäuser für eine Eingemeindung aus, die am 1. April 1971 vollzogen wurde. Als finanziellen Anreiz für die Vereinigung mit Metzingen zahlte das Land Baden-Württemberg einen Zuschuss, mit dem die neue Hofbühlhalle an der Uhlandschule finanziert werden konnte.

## Bürgermeister
(bzw. früher Stabhalter und Schultheißen)
| - 1470–?: Klaus Schmid - 1520–1522: Georg Schufler - 1554–1557: Hans Sower - 1557–1572: Bernhard Schaiblin - 1572–1594: Bernhard Petter - 1594–1632: Amandus Jäger - 1632–1648: Sebastian Kusterer | - 1648–1668: Hans Schäfer - 1668–1678: Johannes Deschler - 1678–1709: Georg Stoll - 1709–1728: Johann Georg Eberlin - 1728–1736: Georg Veit Gönninger - 1736–1753: Michael Schäfer - 1753–1768: Franz Flamm | - 1769–1788: Johann Jakob Barth - 1788–1823: Johann Leonhard Reusch - 1823–1837: Michael Mäulen - 1837–1841: Daniel Notz - 1842–1851: Michael Salzer - 1853–1863: Heinrich Mäulen - 1863–1878: Wilhelm Max Adolf Pfennig | - 1879–1887: Konrad Weiblen - 1887–1902: Bernhard Weiblen - 1902–1918: Albert Bazlen - 1919–1946: Emil Theurer - 1946–1946: Albert Weiblen - 1946–1949: Wilhelm Weiblen - 1949–1971: Walter Ruoff |

## Söhne und Töchter
- Johannes Rebmann (um 1467–1517), Propst des Stifts der Brüder vom Gemeinsamen Leben in Herrenberg